# Anastasiya Markovich
Anastasiya Markovich (Briceni, 23 de octubre de 1979) es una pintora y artista ucraniana radicada en Chernivtsí. Es conocida por varias exposiciones dentro y fuera de Ucrania, por sus publicaciones en revistas de arte y por el libro de arte Світ Левкасу (El mundo de Levkas).

## Biografía
Markovich es la mayor de los dos hijos de Viktor Markovich e Irena Markovich. Tiene un hermano llamado Yuri. Toda su familia se dedica a las artes visuales: sus padres y hermano se dedican a la pintura o a las artes plásticas.
En 1985 ingresó en el liceo de Chernivtsí, donde se graduó en 1996. Participó en varias exposiciones infantiles y juveniles y ganó algunos concursos. En 1996 ingresó en la Academia de Derecho y Economía de Chernivtsí, especializándose en derecho penal, derecho civil y derecho mercantil.
Para profundizar en su faceta artística, acudió a los estudios de otros pintores, como Dariusz Milinski y Tomasz Sętowski, en Polonia, y realizó viajes de estudios a Alemania, Países Bajos, Polonia, Bélgica y Francia. En sus obras en general utiliza la técnica de pintura al óleo.

## Influencias
Markovich siempre ha expresado la influencia cultural de su ciudad natal, Chernivtsí, famosa por ser cuna de artistas en diversos géneros como la literatura, la poesía, la arquitectura y las artes visuales. También muchos músicos, grupos de danza y actores comenzaron su vida artística en Chernivtsí. En este entorno de artistas famosos e historia cultural, Markovich creó sus obras y desarrolló sus ideas y estilo.

## Ejemplos de su obra

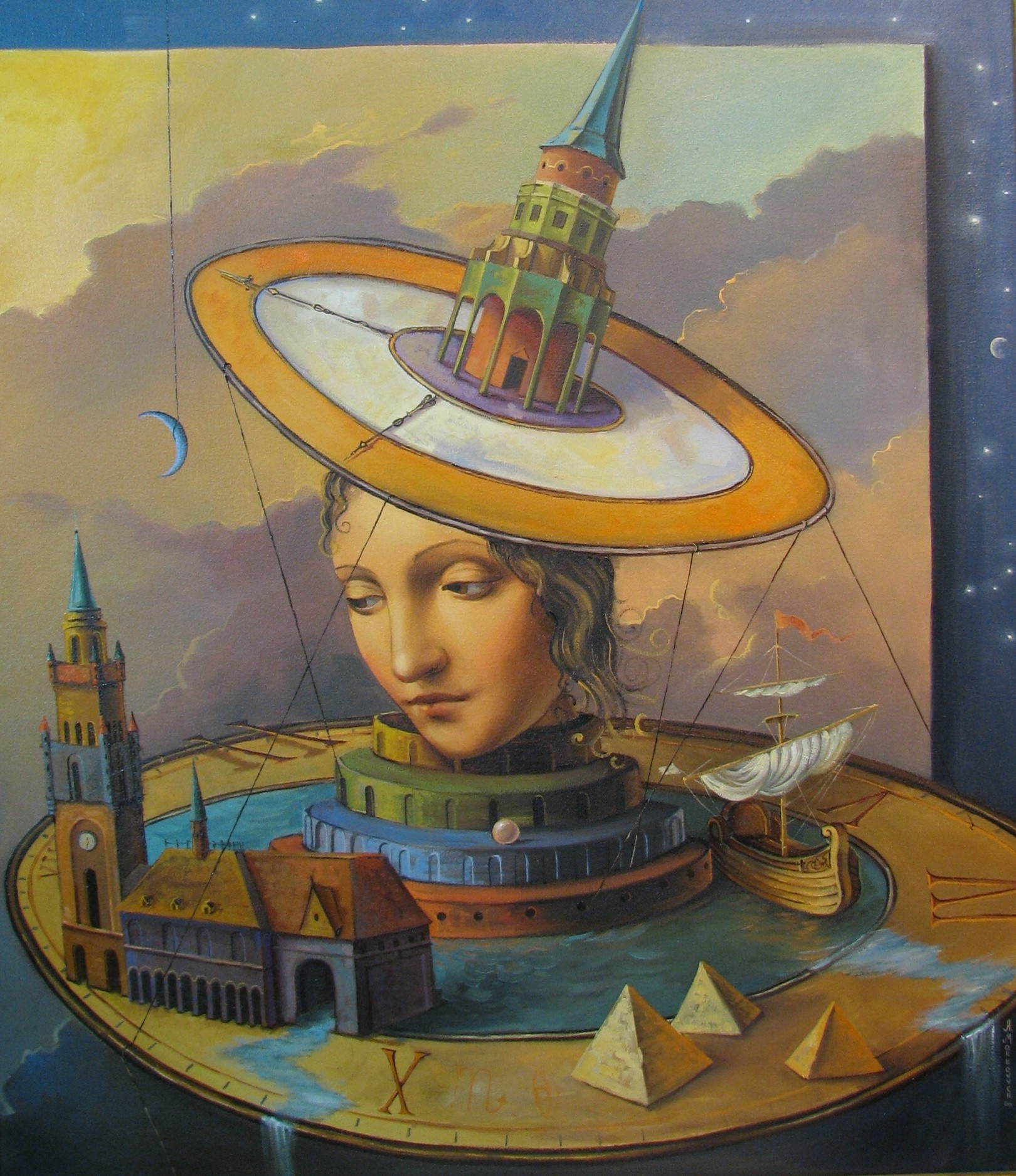
The Past. Pintura en óleo, 2006. 70x60cm.
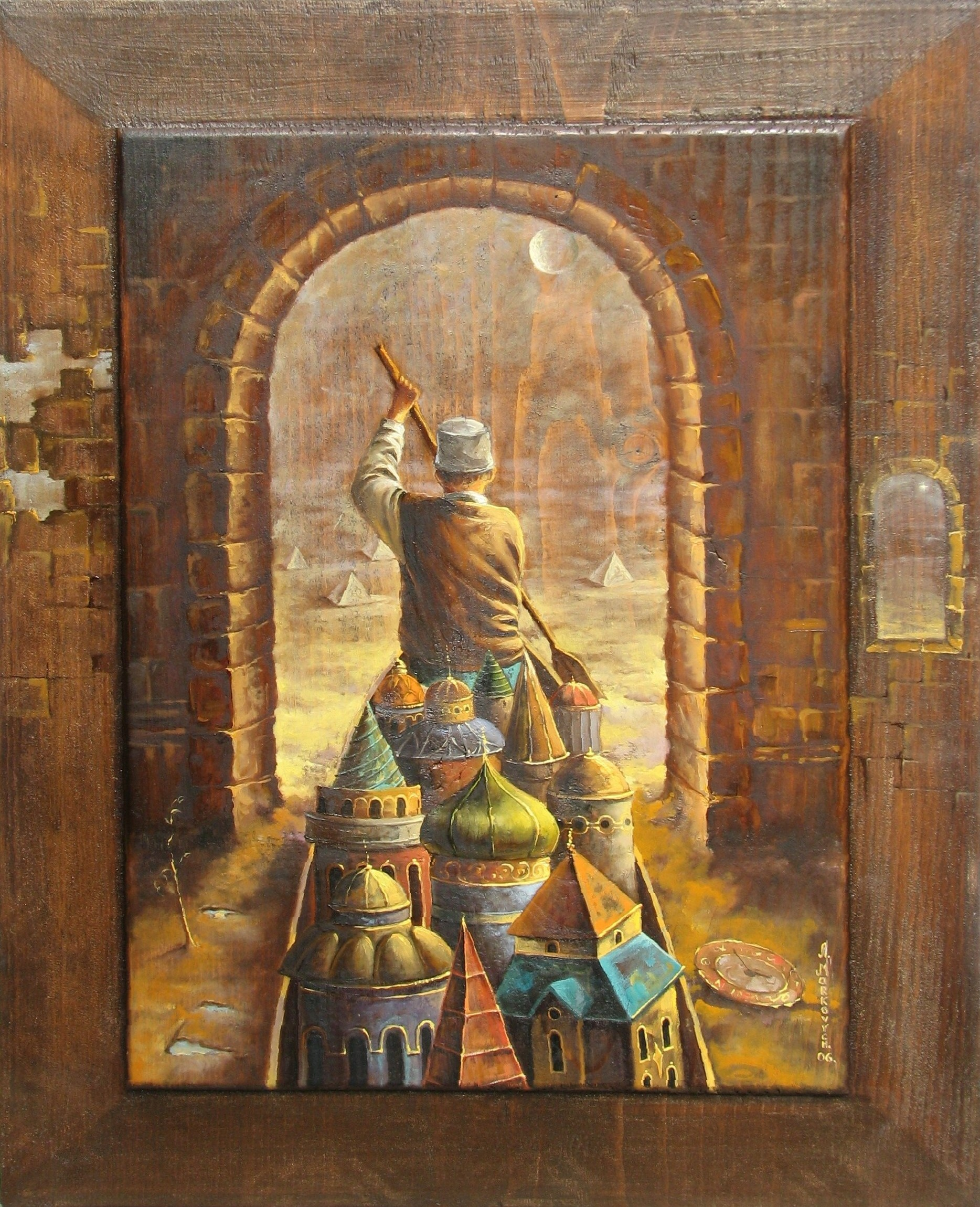
Traveller. Pintura en óleo, 2006. 40x30cm.
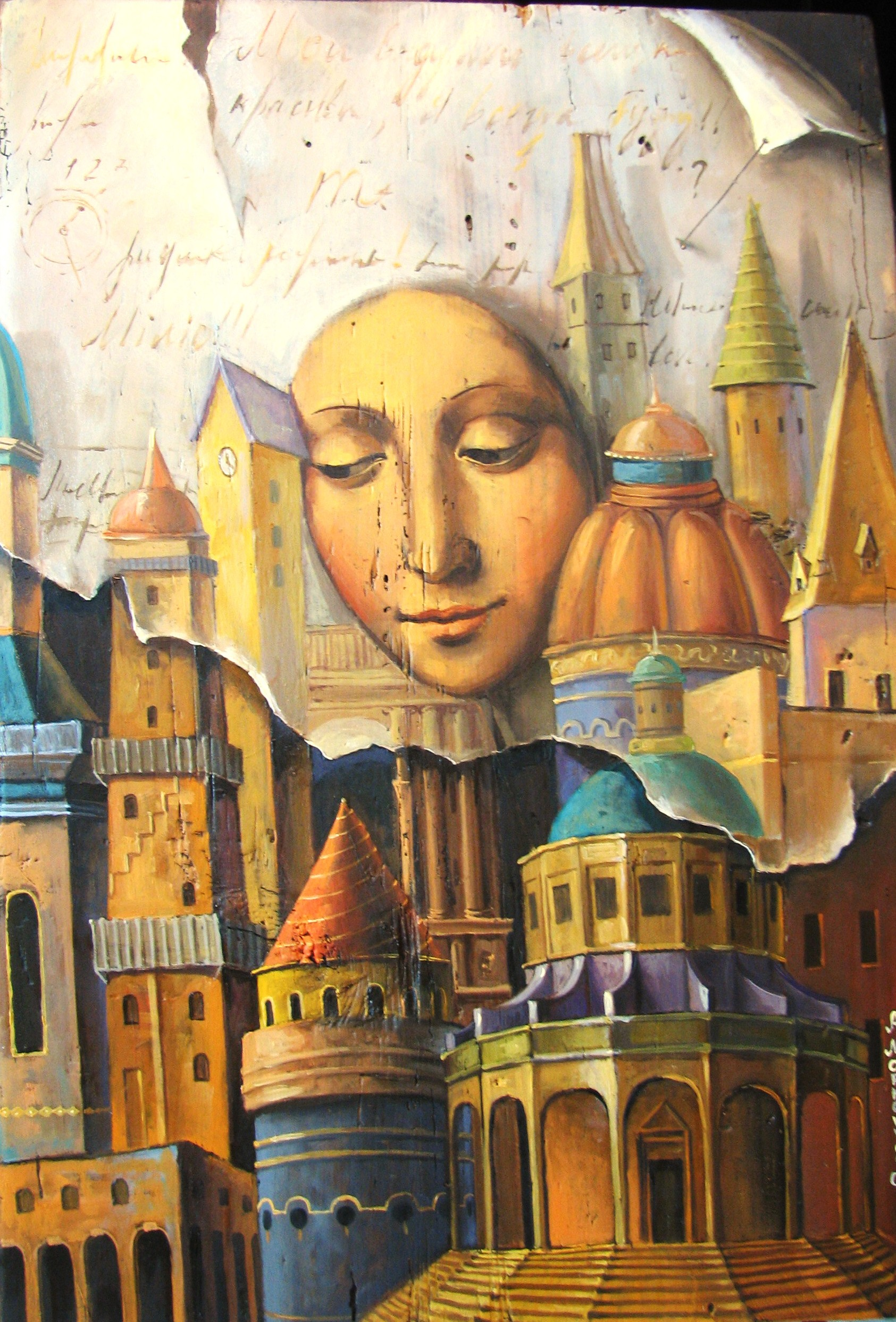
Through the Centuries. Pintura en óleo, 2006. 32x22cm.
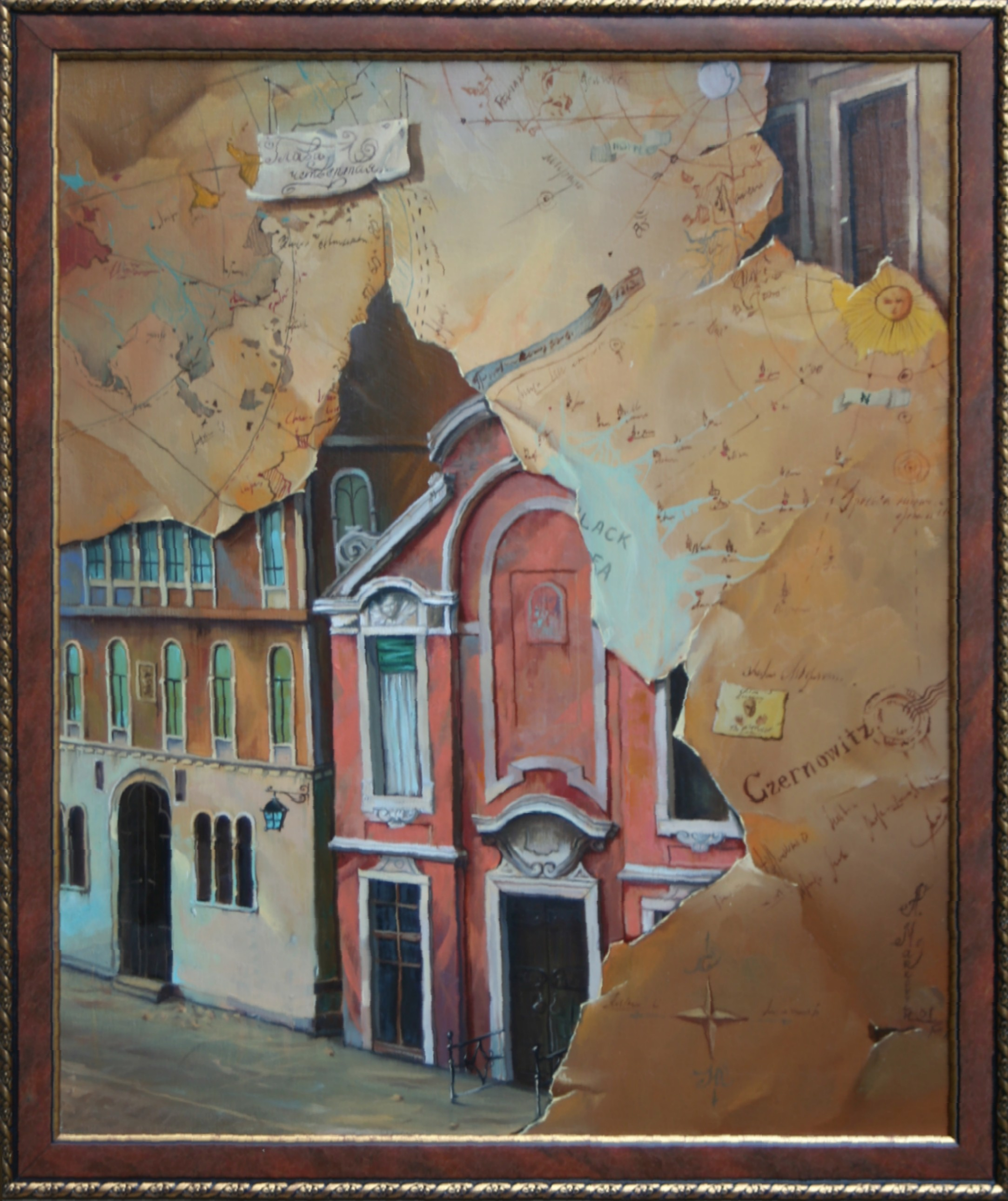
Day of the Town. Pintura en óleo, 2008. 60x50cm.
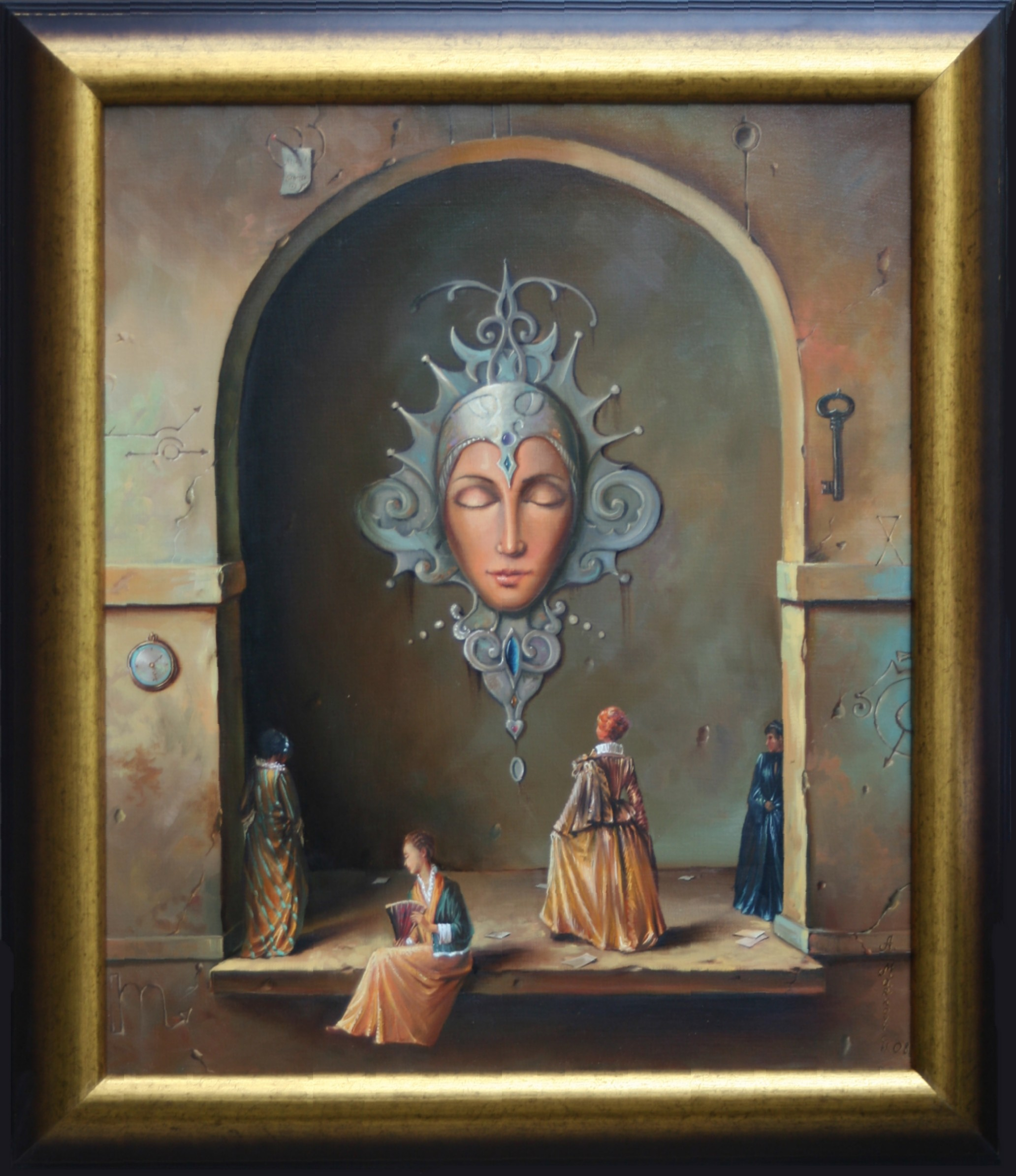
Mask. Pintura en óleo, 2008. 60x50cm.
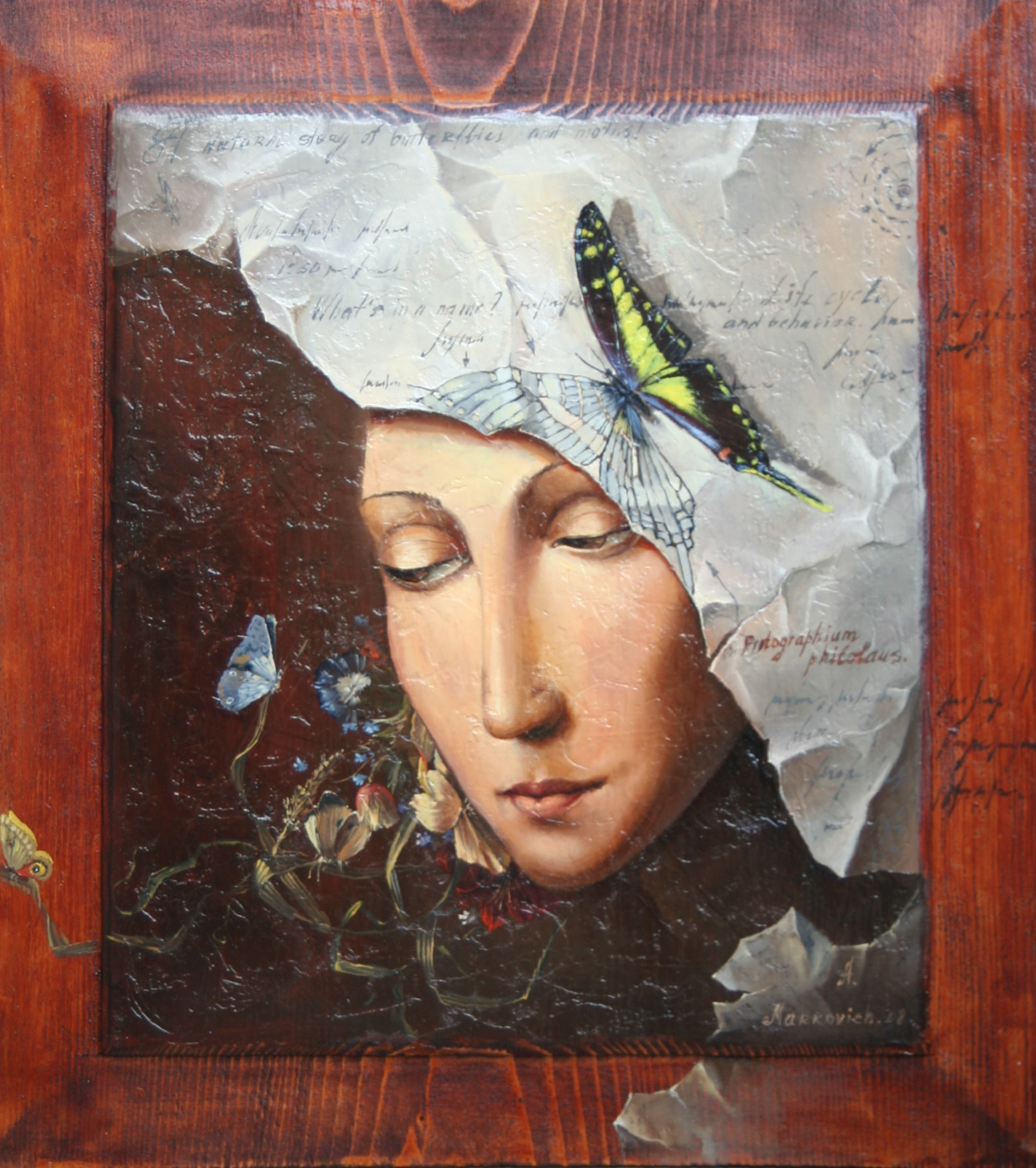
Illusion of Reality. Pintura en óleo, 2008. 50x44,5 cm.